# 画图
画图（英語：Microsoft Paint，MS Paint）是微软公司开发的一款图像绘画程序，为Windows操作系统的預載軟件之一，自從發佈以來，大部分的Windows操作系统都內建了该軟體。该軟體可以打开并查看WMF和EMF文件，打开並保存BMP（24-bit、256色、16色和單色）、JPEG、GIF（不包括透明和動畫數據，但Windows 98和更新後的Windows 95可以支援後者）、PNG（不包括阿尔法通道）以及TIFF格式的图像文件。比较舊的小畫家版本不支持PNG格式，也只能在使用图像过滤的情况下打开GIF、JPEG、和TIFF文件。另外，新版本不再支持PCX格式，以及其他比较古老的格式（例如RLE）。新版本也不再支持在Windows 3.x中的画笔以及Windows 1和2中的画图所支持的MSP文件格式。
這個軟體有兩個模式，分別是彩色和單色（黑和白），而不包括灰階模式。
2017年7月，微软预告在秋季创意者更新中以画图 3D取代画图，同时将在Windows商店中提供画图的免费下载
微软有设想用画图 3D作为画图的替代品。但是，因為画图 3D與画图操作的不同，画图继续包含在 Windows 10 中。但隨著微軟改變方向，2021年底，在Windows 11中宣布了画图的更新版本。而画图3D则繼续在Microsoft商店中上架，不继续内建在Microsoft Windows當中。

## 歷史
画图的第一個版本，內建於Windows 1.0中。這個版本只支援MSP和BMP檔案格式。前者已不被新版本的小畫家支援。同樣不被支援還有PCX和RLE檔案。較舊版本的小畫家不支援開啟和編輯PNG檔案，配合某些圖像插件，都只可以開啟GIF、JPEG和TIFF檔案。此时的画图软件仅支持单色图形。
在Windows 3.1，本軟件英文原文稱為 Paintbrush，在繁體中文版稱為調色盤，简体中文版则被称为画笔。不過臺灣由於當時將Write譯為小作家，因此已有人俗稱其為「小畫家」，Windows 95的繁體中文版也確實命名為「小畫家」。同時，Windows 95新的画图一同發佈。此後，相同的圖示和調色板，一路沿用到Windows Vista。
Windows 95所带的画图可以在颜料盒中显示索引颜色图片使用的颜色。在Windows 98、Windows 2000或者Windows Me版本的画图，如果安裝了必需的微軟圖像濾光鏡，就可以將圖片儲存成JPEG和GIF。微軟圖像濾光鏡通常是其他的微軟產品，例如Microsoft Office或者Microsoft PhotoDraw。還有，如果開啟或貼上的圖像比畫布大，畫布能自動放大，去適應圖像。
在Windows XP和後期的作業系統中，画图是建基於GDI+ 上。即是画图可以直接將圖像儲存成JPEG、GIF、TIFF和PNG格式，不用安裝任何圖像濾光鏡。但是，阿尔法通道仍然不被支援，因為画图只可以支援24-bit深色的圖像。另外，由於Windows XP不再內建Imaging這個軟體，所以要從掃描機或數碼相機擷取圖片的話，就要利用画图。但是，複合色功能亦被移除，所以画图不能建立透明背景的GIF圖像。另外，'儲存'和'開啟'色板顏色檔案（.pal）功能亦被移除。
在Windows Vista中，圖示和調色板都被更新。另外，增加了復原次數，新增了縮放滑動拉桿和裁剪功能。
在Windows 7中使用了Ribbon界面，并包含有更多功能，如增加消除鋸齒以使繪出的圖形邊界平滑的選項。
Windows 8中的画图，将Ribbon左上角的菜单按钮的图标和向下箭头改为显示“文件”两字。（英文版为“File”）
Windows 10中，为配合画图3D的推出，画图程序亦增加了将打开的图片文件导出到画图3D进行编辑的功能。
Windows 11中，具有更新的 UI、改進的字體選擇器和深色主題。

## 軟體特色
小畫家的工具箱包含了以下的繪圖選項：
- 選擇任意範圍
- 選擇（矩形）
- 橡皮擦／彩色橡皮擦
- 填入顏色
- 挑選顏色
- 放大鏡
- 鉛筆
- 粉刷
- 噴槍
- 文字
- 直線
- 曲線
- 矩形
- 多邊形
- 橢圓形
- 圓角矩形

Windows 11中，小畫家的工具箱。

在Windows 7中包含有更多的自選圖形。按小畫家「說明」功能表的「說明主題」，可以查詢其使用方法。
「影像」功能表有以下功能：翻轉/旋轉、延展/扭曲、色彩對換、屬性、消除影像和不透明處理。「色彩」功能表容許使用者去編輯顏色（它是該功能表唯一的選項）。編輯顏色的對話方塊，顯示出一個48色的基本色彩色板，另外有一個12色的自訂色彩色板。選擇「定義自訂色彩」後，就會出現一個正方形的顏色盤。使用者可以利用該十字符號（+），選擇顏色。亦可以輸入色調/濃度/亮度數值，或者紅/綠/藍數值。
色盤的預設顏色有黑色、白色、灰色、銀色、褐紫紅色、紅色、橄欖色、黃色、深綠色、綠色、茶色、青綠色、海軍藍色、藍色、紫色、洋紅色、古金色、檸檬黃色、青灰色、暗綠色、深卡羅萊納藍、鼠灰色、黄綠色、藍色、午夜藍色、長春花色、紫羅蘭色、珊瑚色、褐色和南瓜橙色，並提供一個調色板。

## 外部連結
- Lakewood Public Library Presents: Microsoft Paint!
- CanvasPaint （页面存档备份，存于） an online clone of the application
- Editing and Converting Graphics in Microsoft Paint （页面存档备份，存于）
- MS Paint Tricks （页面存档备份，存于） A secret tutorial outlining some secret functions of MS Paint
- Nerd Paradise MS Paint Tutorials